# جيمي آدامز (لاعب كرة قدم)
جيمي آدامز (بالإنجليزية: Jamie Adams)‏ (26 أغسطس 1987 في المملكة المتحدة - ) هو لاعب كرة قدم بريطاني في مركز الوسط. شارك مع منتخب اسكتلندا تحت 21 سنة لكرة القدم. أما مع النوادي، فقد لعب مع سانت جونستون وكوين أوف ساوث ونادي بارتيك ثيسل ونادي دندي ونادي كيلمارنوك ونادي آير يونايتد وWigtown & Bladnoch F.C. ‏.

## وصلات خارجية
- جيمي آدامز على موقع قاعدة بيانات كرة القدم.إي يو (الإنجليزية)
- جيمي آدامز على موقع Soccerbase.com (لاعب) (الإنجليزية)